# Mecanismo de Chebyshov

Esquema animado del mecanismo de Chebyshov

El Mecanismo de natalia es una conexión mecánica  que convierte un movimiento de rotación en un movimiento prácticamente rectilíneo.
Fue ideado por el matemático ruso del siglo XIX Pafnuty Chebyshov mientras estudiaba problemas teóricos en mecanismos cinemáticos. Uno de estos problemas era la construcción de una conexión mecánica para convertir un movimiento rotativo en un movimiento aproximadamente rectilíneo. Este problema también había sido estudiado por James Watt en sus mejoras al motor de vapor.
El mecanismo confina el punto P —punto medio de la barra L3— en una línea recta entre los dos extremos y el centro de su desplazamiento. Entre estos puntos, el punto P se desvía ligeramente de una línea recta perfecta. Las proporciones entre las barras articuladas son las siguientes (la configuración de las longitudes L1, L2, L3, y L4 se muestra en la ilustración):
{\displaystyle L_{1}:L_{2}:L_{3}=2:2.5:1=4:5:2\,}
Como ya se ha indicado, el punto P está en el centro de la barra L3. Esta configuración asegura que la barra L3 se sitúe verticalmente cuando está en uno de los extremos de su recorrido.
Las longitudes están relacionadas matemáticamente como sigue:
{\displaystyle L_{4}=L_{3}+{\sqrt {L_{2}^{2}-L_{1}^{2}}}\,}
Se concluye que si se toman las proporciones de base especificadas, entonces para todos los  casos,
{\displaystyle L_{4}=L_{2}\,}
contribuyendo este hecho al movimiento rectilíneo percibido del punto P.

## Ecuaciones del movimiento
El movimiento del mecanismo se puede deducir en función de un ángulo de entrada determinado, ligado a su vez a una ley en función de las velocidades o fuerzas consideradas. El ángulo de entrada puede ser de la barra L2 o de la barra L4 con la horizontal. A partir del ángulo de entrada, es posible determinar la posición de los puntos extremos de la barra L3 (denominados A y B) y del punto medio P:
{\displaystyle x_{A}=L_{2}\cos(\varphi _{1})\,}
{\displaystyle y_{A}=L_{2}\sin(\varphi _{1})\,}
La posición del punto B se calcula con el otro ángulo:
{\displaystyle x_{B}=L_{1}-L_{4}\cos(\varphi _{2})\,}
{\displaystyle y_{B}=L_{4}\sin(\varphi _{2})\,}
Finalmente, se especifica el segundo ángulo en función del primero:
{\displaystyle \varphi _{2}=\arcsin \left[{\frac {L_{2}\,\sin(\varphi _{1})}{\overline {AO_{2}}}}\right]-\arccos \left({\frac {L_{4}^{2}+{\overline {AO_{2}}}^{2}-L_{3}^{2}}{2\,L_{4}\,{\overline {AO_{2}}}}}\right)\,}
En consecuencia, es posible determinar la posición del punto P, utilizando las coordenadas de los dos puntos extremos A y B; y la definición del punto medio:
{\displaystyle x_{P}={\frac {x_{A}+x_{B}}{2}}\,}
{\displaystyle y_{P}={\frac {y_{A}+y_{B}}{2}}\,}

### Ángulos de entrada

Ángulos límite del movimiento referidos a la barra L_{2}

Los límites de los ángulos de entrada, en ambos casos, son:
{\displaystyle \varphi _{\text{min}}=\arccos \left({\frac {4}{5}}\right)\approx 36.8699^{\circ }.\,}
{\displaystyle \varphi _{\text{max}}=\arccos \left({\frac {-1}{5}}\right)\approx 101.537^{\circ }.\,}